# Associazione Calcio Mezzocorona
L'Associazione Calcio Mezzocorona, meglio nota come Mezzocorona, è una società calcistica italiana con sede nel comune di Mezzocorona, in provincia di Trento. Attualmente milita in Prima categoria, la settima divisione del campionato italiano maschile di calcio.
In seguito al fallimento dello storico A.C. Mezzocorona, la squadra è stata rifondata nel 2015 con il nome provvisorio di Football Club Mezzocorona. Nel 2022, il club ha riassunto il nome A.C.D. Mezzocorona, rilevando de facto la tradizione sportiva della storica società rotaliana.
La storia della squadra, iniziata nel 1951 e interrotta nel 2017 per poi riprendere nel 2021, è caratterizzata da una lunga militanza nelle divisioni regionali del Trentino-Alto Adige e da alcune partecipazioni alla Serie D. Il maggior risultato raggiunto dalla società è stata la partecipazione alla Lega Pro Seconda Divisione (conosciuta come C2), dove il miglior piazzamento è costituito da un quinto posto.
I colori sociali del Mezzocorona sono il verde e il giallo. La squadra disputa le partite casalinghe allo stadio Comunale "Santa Maria".

## Storia
La società fu fondata nel 1951 come Associazione Calcio Mezzocorona e disputò i campionati di Seconda Divisione Provinciale fino al 1954. Inattiva fino al 1959, fu poi riaffiliata come U.S. Oratoriana di Mezzocorona. Con questa denominazione giocò la stagione sportiva 1959-1960 in Seconda Categoria. Restò nuovamente inattiva fino al 1967, quando venne affiliata con la nuova denominazione ripartendo dalla Seconda Categoria.
Da allora la squadra ha militato sempre tra Prima e Seconda Categoria fino alla promozione in Eccellenza del 1991. Vi resta fino alla promozione in Serie D del 2002 e da allora la squadra giallo-verde è in questa categoria.
Nella stagione 2005-2006 la squadra si è piazzata al nono posto con 49 punti, alla pari della formazione del capoluogo, il Trento Calcio. Inoltre l'attaccante Vianello (classe 1977) è stato il capocannoniere del girone con 20 gol.

### Dalla promozione in Lega Pro Seconda Divisione alla retrocessione
Alla trentesima giornata in Serie D nella stagione successiva (2006-2007) la squadra pareggia 0 a 0 a Belluno contro la compagine locale e ottiene matematicamente un'inaspettata promozione in Seconda Divisione, dopo essere stata campione d'inverno e rimanendo imbattuta contro la squadra del capoluogo di Provincia, il Trento: si impone 1-0 all'esordio stagionale tra le mura amiche ed impatta 1-1 allo Stadio Briamasco.
Data la modesta capienza dell'impianto locale, la squadra si è trasferita proprio al Briamasco di Trento, stadio omologato per la Lega Pro Seconda Divisione, ottenendo una contestata deroga alle vigenti normative.
Il Mezzocorona conclude il campionato al 5º posto. Questo piazzamento permette al Mezzocorona di qualificarsi per i play-off per la promozione in Serie C1: in semifinale i trentini incontrano il Carpenedolo, formazione lombarda, che ha concluso il campionato al 2º posto. Nella partita di andata, al Briamasco, il Mezzocorona si impone per 2-1, e grazie allo 0-0 ottenuto nella partita di ritorno, a Carpenedolo, si qualifica per la finale, dove affronta il Lumezzane, classificatosi 4º al termine della stagione regolare. Le finali si concludono con un doppio 0-0, risultato che dopo i tempi supplementari, in virtù del miglior piazzamento in classifica del Lumezzane, dà ai bresciani la promozione in Serie C1.
Nella stagioni 2008-2009 e 2009-2010 la squadra si salva rimanendo così in Lega Pro Seconda Divisione.
Nel campionato 2010/2011 il Mezzocorona retrocede, dal girone A della Lega Pro Seconda Divisione, in serie D.
Dal 14 giugno 2011 il nuovo allenatore della squadra trentina sarà Stefano De Agostini, dopo l'esonero di Luca Lechthaler.
Al termine della stagione 2012-2013 retrocede in Eccellenza.
Nella stagione sportiva 2013-2014 la società chiede e ottiene il ripescaggio in serie D, ma già l'anno successivo arriva la relegazione in Eccellenza a 4 giornate dalla fine del campionato.
Nella stagione 2015/2016 il club si divide in due società: una parte dei dirigenti compie una scissione e riparte dal campionato trentino di Seconda Categoria con l'U.S. Mezzocorona (poi F.C. Mezzocorona), che ottiene di poter giocare le sue partite al comunale di Mezzocorona. Il "vecchio" Mezzocorona, ormai in conclamata difficoltà, si iscrive al campionato d'Eccellenza del Trentino-Alto Adige, ma viene "sfrattato" dallo stadio di casa, dovendo così giocare le sue partite interne su vari campi neutri del Trentino. A fine stagione l'A.C. Mezzocorona retrocede in Promozione.
Nella stagione 2016/2017 prende parte al campionato di Promozione: il 19 marzo 2017 la società, già penalizzata durante la stagione, è radiata dal campionato, per aver rinunciato a 4 gare del campionato.

### Il fallimento e la ripartenza
Il 18 marzo 2017, la società A.C. Mezzocorona srl comunicò alla FIGC la propria rinuncia a scendere in campo per le successive giornate di campionato. Il giovedì successivo, il Giudice Sportivo certificò quanto avvenuto e, come previsto dalle norme federali, procedette con l’esclusione dell’A.C. Mezzocorona dal torneo e la conseguente radiazione. 
In seguito a questo evento, il F.C. Mezzocorona ha avuto via libera per subentrare de facto come titolare della tradizione sportiva del calcio rotaliano. La nuova società, fondata nel 2015, vide come presidente Sergio Lechthaler, già presidente dell'A.C. Mezzocorona negli anni 1995-2000. Nella prima stagione, la promozione svanì ai playoff, persi ai rigori contro la Ledrense. L'anno successivo, sempre in Seconda Categoria, la squadra concluse il campionato con un quinto posto.
Il cambio di panchina, con l'affidamento della guida tecnica a Franco Pistolato, portò a un successo significativo: in due anni, la squadra vinse consecutivamente i campionati di Seconda e Prima Categoria. Nel 2022, la ragione sociale storica è stata recuperata, con il club che ha riassunto il nome A.C.D. Mezzocorona, continuando la tradizione calcistica della storica società.
Al termine della stagione sportiva 2024-2025 la squadra retrocede nuovamente in Seconda Categoria. 

## Palmarès

### Competizioni interregionali
- Serie D: 1

2006-2007 (girone C)

### Competizioni regionali
- Eccellenza: 2

1998-1999, 2001-2002
- Prima Categoria: 1

1990-1991 (girone B)
- Seconda Categoria: 1

1983-1984 (girone A)

### Competizioni giovanili
- Campionato Juniores Nazionali: 1

2012-2013
- Coppa Allievi Professionisti: 2

2007-2008, 2008-2009

### Altri piazzamenti
- Coppa Italia Dilettanti Trentino-Alto Adige:

Finalista: 1996-1997, 2000-2001, 2001-2002

## Statistiche

### Partecipazioni ai campionati

#### Campionati nazionali
| Categoria | Partecipazioni | Debutto   | Ultima stagione |
| --------- | -------------- | --------- | --------------- |
| Serie C2  | 4              | 2007-2008 | 2010-2011       |
| Serie D   | 10             | 1999-2000 | 2014-2015       |